# Dorstenia flagellifera
Dorstenia flagellifera är en mullbärsväxtart som beskrevs av Ignatz Urban och Ekman. Dorstenia flagellifera ingår i släktet Dorstenia och familjen mullbärsväxter. Inga underarter finns listade i Catalogue of Life.